# Rio Cubango
O rio Cubango (Okavango na Namíbia e em Botsuana) é um rio da África Austral que faz a fronteira natural entre Angola e a Namíbia, país onde dá nome a duas das suas regiões. Suas águas fazem parte da bacia do Calaári.
Seu nascedouro é nas Boas Águas, no município de Chicala-Choloanga, na província do Huambo, no Planalto Central de Angola. Após a nascente, corre em direção a sudeste, atravessando a faixa de Caprivi na Namíbia, desaguando no delta do Cubango, uma formação da bacia endorreica no deserto do Calaári no norte do Botsuana. O delta cobre uma superfície entre 15 000 km² e 22 000 km² durante as cheias e e de grande interesse ecoturístico

## Características gerais
No território angolano, o rio Cutato nasce nas terras altas do Chinguar, no morro de Chimbango. A vertente noroeste alimenta o rio Cuanza através do rio Alondo e depois o Cutato das Mongoias. 
As vertentes nordeste e sul alimentam o segundo grande rio de Angola, o rio Cubango que, ao fim de mais de 1 000 km, dá origem a um dos maiores santuários da natureza: o delta do Cubango já em território do Botsuana. O rio Cubango é endorreico, ou seja as suas águas não vão para o mar, o rio deságua em uma imensa planície, o Delta do Cubango.
No delta do Cubango existe a única população de leões que caçam dentro de água, que durante as enchentes chega a cobrir o 70% da região pantanosa.

## Galeria

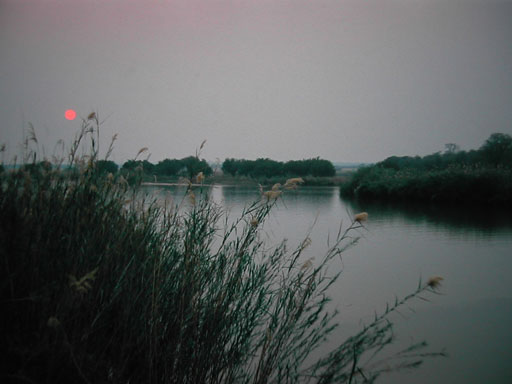
Na região de Rundu, Namíbia
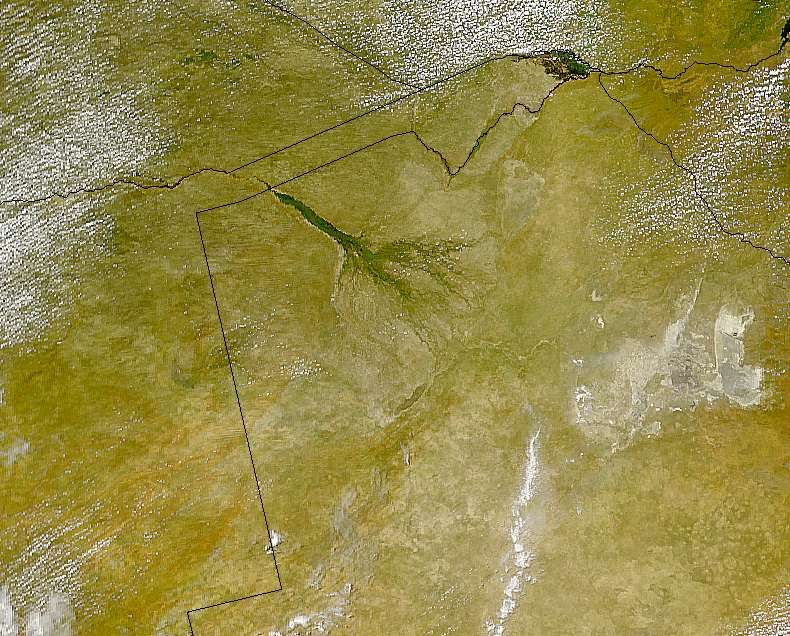
Delta (satélite)
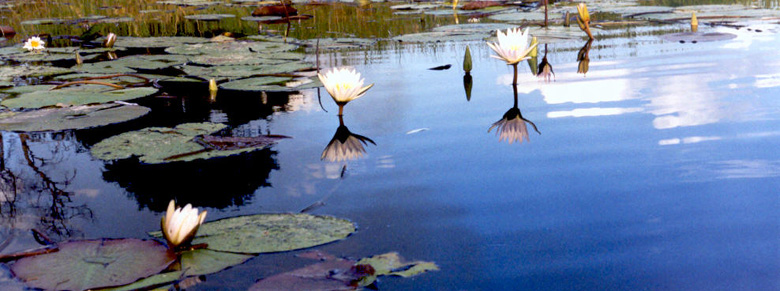
Vegetação
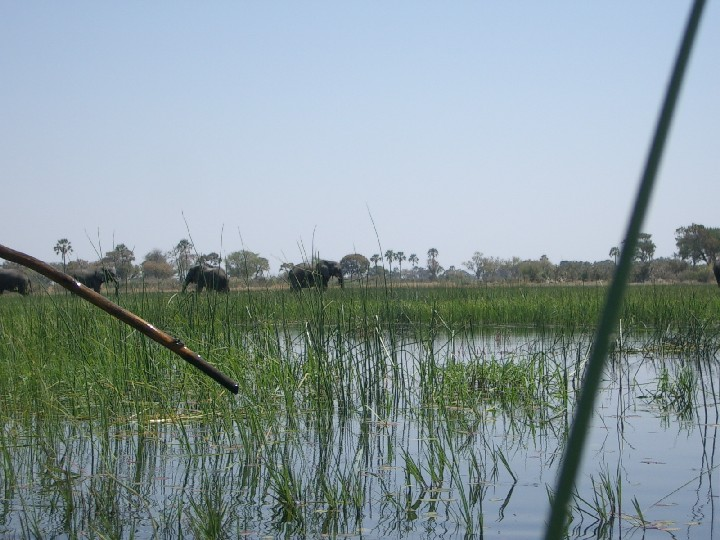
Elefantes nadando no Okavango